# Сирт (підвищення)
Сирт (тюрк. сырт — підвищення) — різновид піднесеної форми рельєфу в Росії та Середній Азії, витянута плоска широка вибоїста височина (заввишки 300-350 метрів), розчленована балками, улоговинами і вкрита степовою рослинністю; пологий вододіл (наприклад Общий Сирт).
У тюркських мовах це слово означає «височина» або «хребет» (sırt) і присутнє в тюркській топоніміці у згаданих областях: на Тянь-Шані, Памірі, Південному Уралі, таких як Загальний Сирт біля Уралу, Узун-Сирт. («Довга спина») плато біля Коктебеля в Криму.
Це денудаційна височина або піднесена рівнина, різновид розчленованого плато. Сирти можуть бути відокремлені один від одного більш високими хребтами. У той же час сирти можуть служити вододілами між басейнами більших річок.
Цей термін не слід плутати з латинським терміном syrtis і похідним «syrt» для піщаних берегів або сипучих пісків.